# Mluviti pravdu
 Mluviti pravdu  je román spisovatele Josefa Formánka z roku 2008.

## Postavy

### Hlavní postavy
Bernard Mares  je hlavním hrdinou románu inspirovaného životním příběhem, který se skutečně stal. Neuvěřitelný příběh autor líčí od narození hlavního hrdiny v tramvaji; přes jeho dětství v sirotčinci; narukování k armádě SS ; zachránění židovských žen; členství v KSČ ; opakující se pobyty v žalářích; hledání své životní lásky; pátrání po své matce; nabytí obrovského bohatství až po smrt. Ta je jedinou fabulací v životě hlavního postavy.
Autor Josef Formánek má v románu hned několik úloh. Je vypravěčem temného životního příběhu prosvíceného touhou žít. Zároveň čtenáři zprostředkovává komunikaci s předobrazem hrdiny knihy v době vzniku románu, čímž umožňuje jeho lepší poznání. A v neposlední řadě zde zastupuje člověka s vlastními bolestivými problémy, které čtenáři předkládá souběžně s pohnutými osudy hlavního hrdiny. Hlavní hrdina mu nastavil zrcadlo svého života a umožnil mu zamyslit se nad sebou samým. Formánkova kniha může být potom vnímána jako dvojnásobná terapie, oživující v upřímné zpovědi niterné prožitky plné bolesti, ale zároveň představující nutný ventil a úlevu z odlehčení své duši, a to nejen hlavního protagonisty románu, ale i autora.

### Vedlejší postava
Sophie Rubensteinová  je Bernardovou životní láskou. Za 2. světové války tato židovská dívka díky Bernardově pomoci utekla z koncentračního tábora. Po válce se opět s Bernardem setkává, stráví spolu krásný rok. Později, když je Bernard opakovaně vězněn, se ale provdá za jiného muže, se kterým má potomka.

## Obsah
Dílo kombinuje dvě roviny. V první rovině román skrz život hlavního hrdiny mapuje paradoxy 20. století. V druhé rovině se čtenář seznamuje s problémy autora. Autobiografická linie ze současnosti prokládá linii neuvěřitelného životního příběhu, který se opravdu stal.
Opilý Josef Formánek při návratu domů najde na smetišti chatku, kde pobývá starý muž, Bernard Mares. Dohodnou se, že mu Mares bude vyprávět jeho životní příběh, který Formánek sepíše v knize. Autor mu na oplátku pomůže najít lásku jeho života Sophii Rubensteinovou. Podmínkou je, že oba budou mluvit jen pravdu.

### Příběh hlavního hrdiny
Hlavní dějová linie románu vypráví životní příběh Bernarda Marese od narození až po smrt. Vzhledem k pestrosti a neuvěřitelnosti jeho příběhu, který protíná celé 20. století i s jeho nejtemnějšími obdobími, můžeme Marese podle autora vnímat jako „středoevropského Forresta Gumpa“. 
Bernard se narodil ve vídeňské tramvaji, byl matkou odložen u kostela a následně přesunut do sirotčince. Jednoho dne Bernardovi stará babička, ke které jde prosit o mléko, předpoví jeho budoucnost. Má se stranit uniformy, jinak bude opuštěn lidmi i Bohem. Život mu prý zachrání až vysoce postavený muž. Má zemřít v osmdesáti čtyřech letech tam, kde se narodil. V šestnácti letech ze sirotčince odchází, aby se vyučil pekařem. Práci jde hledat do Vídně, kde očekává přijetí. Naopak jím opovrhují a ani zaměstnání si nenajde. Pomůže mu až Gerti, která se stane jeho prvním děvčetem. Bernard se rozhodne odejít z nudného života za dobrodružstvím, a tak na jaře roku 1942 narukuje k SS armádě. V pracovním táboře Mauthausen poznává židovskou dívku ze svého snu Sofii Rubensteinovou a rozhodne se ji zachránit. Při převozu Židovek zinscenuje nehodu vozu a dívky se tak útěkem zachrání od smrti. Za války přijde o řadu kamarádů a zažije řadu hrůz, jako např. vraždění partyzánů a vězňů.
Po válce Bernard odjíždí do Krems-Steinu, kde chce hledat svoji milovanou Sophii. Osud mu ale opět přinese další nečekanou změnu. Náhodou se z něj nedobrovolně stane tlumočník samotného maršála Malinovského. V této době se Bernard dvakrát setká se Sophií. Podruhé se potkají náhodně, když Bernard se dvěma vojáky – Polákem Tadeuszem z Ukrajiny a Kalmykem Džumakem - eviduje, co je možno odvést do Ruska. Tito dva vojáci zadrží na ulici Sophii a před Bernardovýma očima ji jeden po druhém znásilní. Když pak Rudá armáda zabírá říšské vagony v Hadersdorfu, chce Bernard Džumaka zastřelit a znásilnění tak pomstít. Nakonec k tomu nenajde sílu. Mares jede jako tlumočník maršála Malinovského do Vídně, kde se Rudá armáda setkává s americkou propagandou. Na společný večírek přijdou i vojáci NKVD (Lidový komisariát vnitřních záležitostí zabývající se kontrarozvědkou) v doprovodu děvčat. Jedna z nich bezelstně prozradí, že Bernard bojoval na straně SS. Bernard má být ihned zastřelen. Život mu překvapivě zachrání Džumak. Nabídne ke střelbě svůj samopal, který nese nahoru a poradí Bernardovi, ať si stoupne na špičky a po výstřelu pokrčí kolena. Bernard přežije, ale je odvezen do bratislavské věznice, kde má podstoupit trest smrti. Potkává tam slovenského prezidenta Tisa, který je pověšen mezi prvními odsouzenými za zradu.

Bernarda nakonec pouští na svobodu s radou, aby odešel do Česka a už nevybočoval z řady. Možná proto se v Třebíči Bernard přidává k prvnímu davu, který uvidí. Dostane se tak na schůzi místní organizace KSČ. Uchází se u ní o práci, a proto absolvuje vojenský výcvik u československé armády. Ve Znojmě pak začíná jeho rychlá kariéra v KSČ, již nazývá svým „Blitzkriegem“ (česky „blesková válka“). V období čistek se rozhodne utéct, ale je chycen. V následujících téměř 20 letech je střídavě vyslýchán, vězněn (Pankrác, Ostrava, Valdice), pokouší se opakovaně o útěk, provokuje své nadřízené (kpt. Král) ve vězeních, pobývá v „díře“, pracuje v dolech, drží hladovku a myslí na Sophii. Se Sophií dokonce prožil úžasný rok, poté co mu byla udělena amnestie 9.5.1960 prezidentem Novotným. Po provokacích a kritice komunismu jde opět do vězení. Při pokusech o útěky za Sophií nemá štěstí a podruhé je dokonce nahlášen samotnou Sophií. Ta už má v té době potomka, a proto ze strachu o něj Bernarda udává. Ve vězení se o něj pokouší šílenství, stává se apatickým. Král tak ztrácí soka.
16. 3. 1969 je čtyřicetiletý Bernard po téměř dvaceti letech v kriminálech propuštěn na žádost německého Červeného kříže, díky opakovaným intervencím Kleina (sdíleli společnou celu). Poté u něj krátce bydlí v Hamburku, bere si od něj půjčku 500 marek do nového života. Začne žít se starou prostitutkou Gitou. Bernard zbohatne prodejem restaurace Kleine Korea. Část peněz dá Gitě, část si ponechá a zbytek daruje katolickému sirotčinci v u. Odjíždí hledat zprávy o svojí matce. Ve Venezuele nachází její hrob. Zjišťuje, že byla Židovka, což podtrhuje vzhledem k jeho minulosti u SS absurditu jeho životních osudů. Následně se vydá do džungle, aby si splnil dětský sen. Z krásné země se mu odjet nechce, kupuje si hotýlek v Choroní a pět let zůstává ve Venezuele.
Po návratu do Čech jezdí na zájezdy pro důchodce na Kanárské ostrovy a touží opět vidět Sophii. Nechává si postavit chatku na smetišti v místě, kde dříve stála chalupa, na které se se Sophií scházeli. Jednoho večera ho navštíví podroušený spisovatel Formánek. Spisovatel po dohodě kontaktuje Sophii a domlouvá s ní Bernardovi schůzku. Při setkání se mu Sophie přiznává, že ho v Ústí nad Labem, když spolu měli podruhé utéct, udala. Měla dítě a bála se o něj při výsleších. Bernard s Formánkem pak na ulicích rozdávají 200 000 Kč, které chtěl Bernard původně darovat Sophii. Bernard podstoupí operaci srdce. Kvůli komplikacím mu udělají vývod z močového měchýře. Formánek se o něj po operaci stará jako o svého třetího dědu. Bernard jede v den svých 84. narozenin vyřídit nějaké maličkosti do hamburského sirotčince. Po návratu chce odjet do Vídně, kde má podle předpovědi zemřít. Umírá však ve vlaku ještě než dojede do Hamburku. Stejně jako jeho život začal v dopravním prostředku, tak v něm i končí.

### Linie současnosti
Tato kratší linie psaná kurzívou přibližuje autorovo putování se vzteklým starcem, jak Bernarda nazývá, po místech jeho životního příběhu. Navštěvují Paudorf, Mauthausen, sirotčinec Alice Masarykové v Třebíči a jáchymovské doly. Při těchto cestách autor předobraz svého románu více poznává a na základě navštívených míst dostává důkaz pravdivosti jeho vyprávění. Pasáže také obsahují některá Maresova vyprávění, které autor do hlavní dějové linie nezahrnul. Mares například líčí Formánkovi vyvražďování nepřátel a zrádců Rudé armády. Tanky obklíčily tábor ve Stalag 17B a celý ho vystřílely. Nikdo to nikdy nezaznamenal, tak se k události přistupovalo, jako by se ani nestala. Zemřelo tam 6000 - 7000 vojáků. Bernard se o tom bál mluvit a nechtěl ani, aby o tom Formánek z důvodu možného pronásledování psal.
Pro Formánka je tato linie, stejně jako pro hlavního hrdinu ústřední linie románu, určitou terapií. Vypisuje se z tíživých pocitů a obav, jak uchopit tento brutální příběh. Přemýšlí nad hlavním hrdinou a jeho chováním, což ho nutí přemýšlet také o sobě samotném. V závěrečné části knihy sděluje autor Bernardovi své zážitky a problémy.

## Tematická rovina
Mnoho motivů románů reflektuje životní zkušenosti hlavního hrdiny na pozadí událostí 20. století. Například: motiv válečných hrůz, motiv komunistických vězení, motiv absurdnosti ideologií. V druhé linii románu je nejnaléhavějším motivem autorův boj s alkoholem a problémy se psaním románu. Obě příběhové roviny mají společné motivy osudových chyb nebo boje proti osudu, které vedou k hlavnímu tématu knihy. Toto téma „životní osud“ směřuje k nejobecnější otázce o smyslu života.

### Téma životního osudu
Formánek si při vyprávění příběhu Bernarda Marese uvědomuje nevyhnutelnost našeho osudu. Předkládá sobě i čtenáři mnoho otázek. Ovlivníme svůj osud? Lze se proti němu vzepřít? Jak se v životě chovat správně? Co je v životě důležité? Čeho si vážit? Jak žít život, když nás osud jen vláčí? Proč žít? Otázkami dochází tak k hlavní ideje všech jeho děl, hledání smyslu života. Zároveň vyjadřuje jedno z poznání, ke kterému nás příběh Bernarda Marese dovede. Čtenář si nad neuvěřitelným a těžkým životním osudem hrdiny uvědomí, že člověk nikdy nemá ztrácet naději, protože stojí za to žít a o svůj život se poprat.

Svůj názor na téma „osud“ shrnul Formánek v rozhovoru pro magazín Koktejl: „Už taky asi vím, že všechno dobré a zlé, co člověk udělá, se mu vrátí. Že nic nemá smysl uspěchat. Že některé věci k vám přijdou samy, a některé ne. Člověk je sám sobě nejlepším rádcem a než na jiné by se měl spolehnout na svou intuici. A že když často myslí na své sny
a věří jim, má šanci se jich dotknout. Že by neměl tolik myslet na minulost a budoucnost, což nás okrádá o přítomnost, která jednou určí, co s námi bude, a kdy teprve poznáme, co z toho, co jsme zažili, bylo důležité.“ 

## Ohlas
Formánkovi přátelé Arnošt Lustig, Ivan Klíma a Radek John, kteří mu zároveň poskytovali připomínky ke knize při jejím vzniku, jsou knihou nadšeni. Radek John svůj názor shrnul do jedné výstižné věty: „Od dob vydání Hrabalova románu Obsluhoval jsem anglického krále žádná jiná kniha neportrétuje století tak dokonale jako Mluviti pravdu Josefa Formánka.“
Román Mluviti pravdu navázal prodejem na úspěch autorova debutu. Prodalo se už přes 26 000 kusů. Čtenáři vidí klady nejen v poutavém příběhu, ale také v otevřenosti autora samotného. 
V Třebíči v roce 2009 proběhlo autorské čtení Josefa Formánka, kdy se zúčastnil i předobraz Bernarda Marese a byly odhaleny pamětní desky na budově sirotčince Alice Masarykové.